# أنتونين بانينكا
أنتونين بانينكا (بالتشيكية: Antonín Panenka؛ مواليد 2 ديسمبر 1948) لاعب كرة قدم تشيكوسلوفاكي سابق. كان يلعب في خط الوسط الهجومي، وحصل مع المنتخب التشيكوسلوفاكي على بطولة أمم أوروبا 1976.

## مسيرته الكروية
لعب مع نادي بوهيميانز في الفترة من 1967 وحتى 1981، وانتقل لنادي رابيد فيينا لمدة أربع مواسم من 1981 وحتى 1985.

## مسيرته الدولية
لعب مع المنتخب التشيكوسلوفاكي في الفترة من 1973 وحتى 1982، شارك في 59 مباراة دولية وأحرز 17 هدف، وحصل معه على بطولة كأس الأمم الأوروبية عام 1976، وحقق المركز الثالث في بطولة كأس الأمم الأوروبية عام 1980، وكان ضمن قائمة المنتخب المشاركة في بطولة كأس العالم عام 1982.

## ركلة الجزاء الشهيرة
في المباراة النهائية لبطولة كأس الأمم الأوروبية 1976 سجل بانينكا إحدى ركلات الترجيح بطريقة مميزة، حيث عمد إلى رفع الكرة بتسديدة خفيفة وسط المرمى من فوق الحارس الألماني سيب ماير الذي اتجه لناحية اليسار، عرفت طريقة تنفيذ الركلة بهذه الكيفية بعدها باسمه.

## الإنجازات

### النادي
رابيد فيينا
- بطولة النمسا: 1981–82، 1982–83
- كأس النمسا: 1983، 1984، 1985

### المنتخب
تشيكوسلوفاكيا
- بطولة أمم أوروبا: 1976

### الفردية
- بطولة أمم أوروبا فريق البطولة: 1976
- أفضل لاعب تشيكوسلوفاكي في العام: 1980[6]
- القدم الذهبية جائزة الأساطير: 2014[7]

## وصلات خارجية
- أنتونين بانينكا على موقع IMDb (الإنجليزية)
- أنتونين بانينكا على موقع قاعدة بيانات الفيلم (الإنجليزية)
- أنتونين بانينكا على موقع الاتحاد الدولي (مؤرشف)  (الإنجليزية)
- أنتونين بانينكا على موقع الاتحاد الأوربي (الإنجليزية)
- أنتونين بانينكا على موقع الاتحاد التشيكي (الإنجليزية)
- أنتونين بانينكا على موقع قاعدة بيانات كرة القدم.إي يو (الإنجليزية)
- أنتونين بانينكا على موقع ليكيب (الفرنسية)
- أنتونين بانينكا على موقع ناشيونال فوتبول تيمز (الإنجليزية)